# Scott Nearing

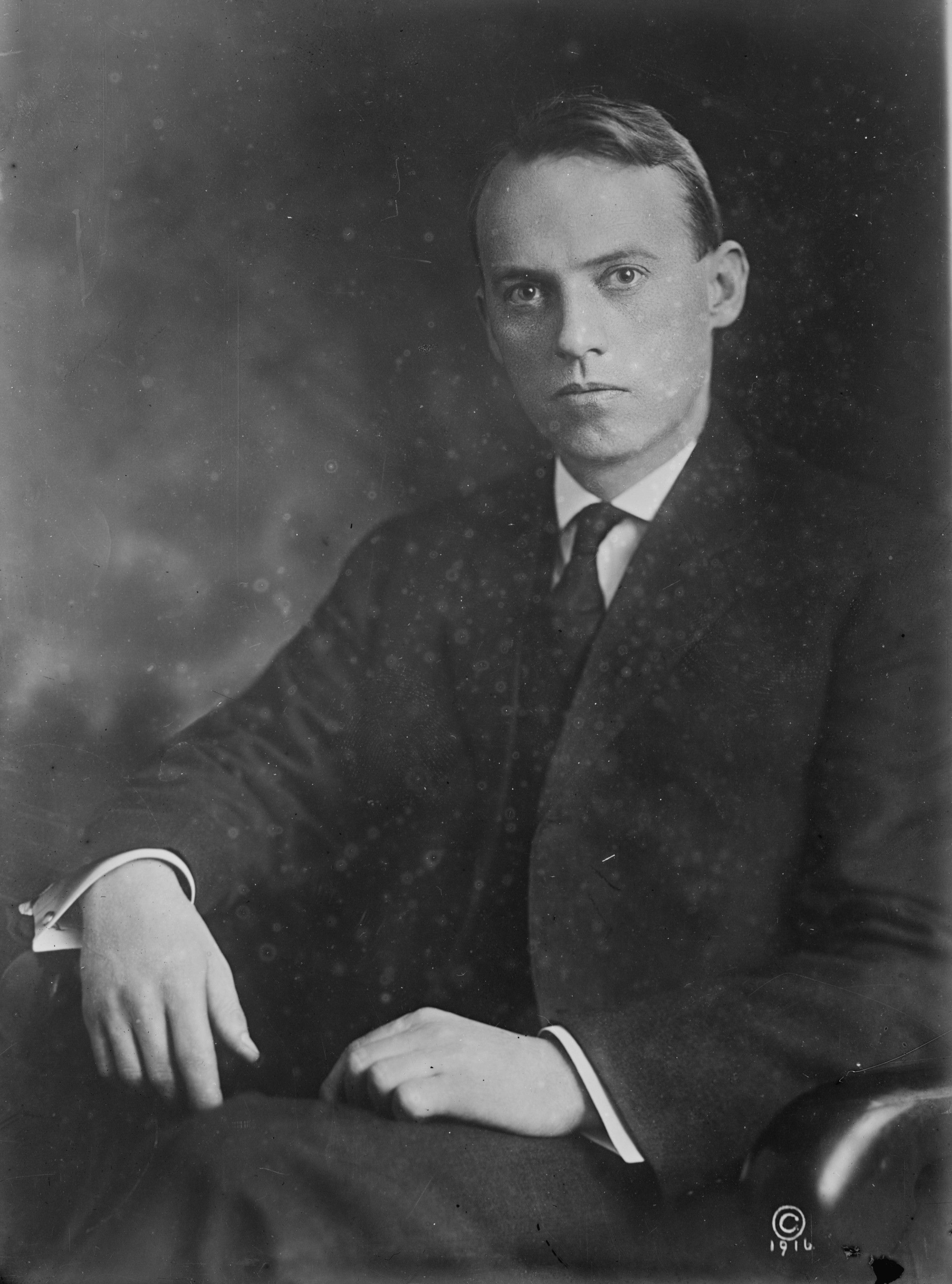
Scott Nearing (1916)

Scott Nearing (* 6. August 1883 in Morris Run, Tioga County, Pennsylvania; † 24. August 1983 in Harborside, Maine) war ein US-amerikanischer Autor, Pädagoge und Landwirt. In seinen Schriften und öffentlichen Reden nahm er Stellung zu den Themen Ökonomie, Politik, Ethik, Gesellschaft, Frieden, Gleichberechtigung und Ökologie.

## Leben
Nearing wuchs in einer wohlhabenden Familie auf, da sein Vater im Holzhandel tätig und sein Großvater Direktor einer Mine war. Nach der High-School studierte er an der University of Pennsylvania und schloss 1905 in Wirtschaftswissenschaften und Rhetorik ab. Er postulierte die damals unerhörte These, dass Industriearbeiter ihre Arbeitsleistung unter Wert verkauften und daher chronisch „Verluste“ einfuhren. Er wandte sich ebenfalls öffentlich gegen die damals verbreitete Kinderarbeit, vor allem in der Bergwerksindustrie. 1908 heiratete er Nellie Seeds (1886–1946), und 1912 wurde sein Sohn John Scott geboren. 1914 wurde Robert adoptiert.
Auf Grund seines Engagements gegen die Kinderarbeit wurde ihm 1915 nach neunjähriger Lehrtätigkeit die Stelle als Professor an der Wharton School der University of Pennsylvania gekündigt. 1917 verlor er wegen seiner Proteste gegen den Eintritt der USA in den Ersten Weltkrieg eine weitere Lehrtätigkeit an der University of Toledo. Im folgenden Prozess wegen Wehrkraftzersetzung wurde er freigesprochen. Seine bis dato als Standardwerke der Wirtschaftswissenschaften verwendeten Lehrbücher wurden von den Lehrplänen gestrichen. 1917 bis 1922 war er Mitglied der Socialist Party. 1925 trennte er sich von seiner Frau Nellie Seeds und reiste das erste Mal in die Sowjetunion. 1927 tritt er der kommunistischen Partei bei, von der er 1930 ausgeschlossen wird, weil er im gleichen Jahr The Twilight of Empire veröffentlicht.
1932, auf dem Höhepunkt der Weltwirtschaftskrise, zog Nearing mit seiner rund 20 Jahre jüngeren Lebensgefährtin Helen Nearing geb. Knothe (1904–1995), die er 1929 kennengelernt hatte, auf eine heruntergekommene Farm in Vermont. Als Selbstversorger und mit dem Verkauf von selbsterzeugtem Ahornsirup schafften sie sich dort die Grundlage für ihren Lebensunterhalt. 1947 heirateten sie. Nachdem Vermont zunehmend touristisch erschlossen wurde und den Nearings der Strom von Besuchern zu viel wurde, entschlossen sie sich 1952 für einen weiteren Neubeginn und bauten sich eine Farm in Brooksville, Maine auf.
In seiner Autobiographie, The Making of a Radical (dt. Ein Leben gegen den Strom), bezeichnet er sich selbst als überzeugten Pazifisten, Sozialisten und Vegetarier. Er teilte seine Aktivitäten folgendermaßen auf: Vier Stunden am Tag waren dem Broterwerb auf der Farm gewidmet, vier Stunden der schriftstellerischen Arbeit und weitere vier Stunden sozialen Aktivitäten: Vorträgen, Diskussionen usw. Sein Ziel war es stets, ein „Gutes Leben“ zu führen, und der Suche nach ebendiesem sind viele seiner Werke gewidmet.
1973 bekommt er von der University of Pennsylvania den Titel „Honorary Emeritus Professor of Economics“ verliehen. Ein später Versuch der Wiedergutmachung nach seiner Entlassung im Jahr 1915.
1981 ist er einer der Zeitzeugen in dem Film Reds von und mit Warren Beatty über John Reed und die Russische Revolution von 1917.
Für seinen Tod entschied sich Nearing bewusst: Kurz nach seinem 100. Geburtstag nahm er kein Essen mehr zu sich und trank nur noch Säfte sowie in den letzten Tagen ausschließlich Wasser.

## Bibliographie
Scott Nearing hat in seinem Leben über 50 Bücher und Artikel veröffentlicht, die hier nicht komplett wiedergegeben werden können.
- 1908 Economics (with Frank D. Watson). Macmillan, New York.
- 1911 The Solution of Child Labor Problem. Row Peterson, New York.
- 1912 Woman and Social Progress. Macmillan, New York.
- 1912 The Super Race: An American Problem. B.W. Huebsch, New York.
- 1915 The New Education. Row, Peterson & Co., Chicago.
- 1915 Anthracite: An Instance of Natural Resource Monopoly. John C. Winston Co., Philadelphia.
- 1917 The Great Madness: A Victory for the American Plutocracy. Rand School, New York.
- 1923 Oil and the Germs of War. Nellie Seeds Nearning, Ridgewood.
- 1924 Bolshevism and the West. Debate between Scott Nearning and Bertrand Russell. League for Public Discussion, New York.
- 1925 Dollar Diplomacy: A Study of American Imperialism (with Joseph Freeman). Huebsch and Viking Press, New York.
- 1925 Educational Frontiers: A Book about Simon Nelson Patten and other Teachers. Thomas Seltzer, New York.
- 1927 Whither China? International, New York.
- 1929 Black America. Vanguard Press, New York.
- 1930 The Twilight Empire. An Economic Interpretation of Imperialist Cycles. Vanguard Press, New York.
- 1932 Free Born: An Unpublishable Novel. Urquhart Press, New York.
- 1933 Fascism. Eigenverlag, Jamaica (Vermont).
- 1936 The European Civil War: The First Twenty Years 1917–36. Christian Social Justice Fund.
- 1944 United World. Open Road Press, Mays Landing.
- 1947 The Revolution of Our Time. Island Press, New York.
- 1954 Man’s Search for the Good Life. Social Science Institute, Harborside. (dt. Die Suche nach dem guten Leben, Rowohlt, Reinbek bei Hamburg 1986. ISBN 3-499-17986-5)
- 1961 Freedom: Promise and Menace, A Critique on the Cult of Freedom. Social Science Institute, Harborside.
- 1965 The Conscience of a Radical. Social Science Institute, Harborside. (dt. Ein anderer Weg, Pala-Verlag, Schaafheim 1985. ISBN 3-923176-20-1)
- 1972 The Making of a Radical – A Political Autobiography Harper & Row, New York. (dt. Ein Leben gegen den Strom, Pala-Verlag, Schaafheim. ISBN 3-923176-08-2)
- 1975 Civilization and Beyond: Learning from History. Social Science Institute, Harborside.

Zusammen mit Helen Nearing:
- 1950 The Maple Sugar Book. Schocken Books, New York.
- 1970 Living the Good Life. Schocken Books, New York. (dt. Ein gutes Leben leben, Pala-Verlag, Darmstadt 1996. ISBN 3-89566-115-5)
- 1979 Continuing the Good Life. Schocken Books, New York. (dt. Fortführung des guten Lebens. Die nächsten Jahre in Maine 1952–1979, Pala-Verlag, Darmstadt 1997. ISBN 3-89566-116-3)